# 대한민국 e스포츠대상
대한민국 e스포츠대상(Korea e-Sports Awards)은 e스포츠의 발전과 중흥을 위해 사단법인 한국e스포츠협회KeSPA와 e스포츠 기자단이 공동 주관하고 문화체육관광부가 후원하여 2005년에 처음으로 제정한 상이며 e스포츠계의‘골든글러브’상이라고 한다. e스포츠의 여러 종목에 있어 최우수 선수를 선정하는 시상식을 그 해 연말 12월에 개최하거나 다음 해 3월에 개최한다.

## 2005년 제1회
2006년 3월 10일 오후 7시 서울 코엑스 오디토리엄에서 e스포츠의 발전을 위해 한국e스포츠협회와 e스포츠 출입기자단이 공동으로 주최하고 문화관광부 후원으로 2006년 처음으로 제정된 'e스포츠 대상'은 스타크래프트 부문 대상과 본상, 특별상, 기타 종목상 등으로 나뉘어 시상하며 온게임넷과 MBC게임으로 동시 생중계하였다.

### 대상
- 최연성(SK텔레콤T1)[4]

### 스타크래프트 부문별 본상
- 최우수 테란: 최연성(SK텔레콤T1)
  - 테란 부문 후보: 임요환(SK텔레콤), 이윤열(팬택앤큐리텔), 이병민(KTF), 서지훈(GO)
- 최고 저그 선수: 박성준(POS)
  - 저그 부문 후보: 박성준(POS), 마재윤(GO), 조용호(KTF), 변은종(삼성전자)
- 최우수 프로토스: 오영종(르까프)
  - 프로토스 부문 후보: 오영종(르까프), 박지호(POS), 박정석, 강민(이상 KTF), 송병구(삼성전자)
- 신인상 수상자: 송병구(삼성전자칸)
  - 후보: 송병구(삼성전자), 변형태(GO), 윤종민(SK텔레콤), 염보성(POS)
- 감독상 수상자: 주 훈(SK텔레콤)
  - 후보: SK텔레콤 주 훈, KTF 정수영, 삼성전자 김가을, GO 조규남
- 다승왕 수상자:
- 승률상 수상자: 전상욱(SK텔레콤)
- '히어로즈' 부문 수상자:(물량, 역전, 성장 및 재기, 전략, 팀플레이 등 각 특징별로 인상적인 경기를 펼친 선수에 대한 시상)
- 최고 역전승 수상자: 임요환(SK텔레콤)
- 기량 향상: 김성제(SK텔레콤)
- 최우수 전략상: 오영종(르까프)

### 기타 종목 부문별 본상
- 워크래프트3 부문 수상자: 장재호
  - 워크래프트3 부문 후보: 장재호, 천정희, 조대희, 김동문
- 카운터스트라이크 부문 수상자: 루나틱하이
  - 카운터스트라이크 부문 후보: 루나틱하이, 프로젝트_kr, 메이븐 크루
- 카트라이더 부문 수상자: 김대겸
  - 카트라이더 부문 후보: 김대겸, 김진용, 조현준
- 스페셜포스 부문 수상자: 어게인BK
  - 스페셜포스 부문 후보: 어게인BK, 3Sp_ks, OP클랜

### 특별상
e스포츠 인기 종목으로 부상한 프리스타일, 스페셜포스, 카트라이더, 겟앰프드 등 국산 게임들 가운데 가장 공헌도가 큰 게임을 선발해 시상된다.
- 최우수 팀플레이상: 이창훈-박성훈
- 공로상: 팬택 윤민승 상무
- 우정상: 강도경
- e스포츠 종목상: 카트라이더

## 2006년 제2회
2007년 3월 8일 서울 대방동 공군회관 3층 그랜드볼룸에서 정일훈 캐스터와 탤런트 안연홍 사회로 개최하였다. 본상 15개, 특별상 9개 부문으로 시상을 확대하였다.

### 대상
- 올해의 선수: 마재윤(CJ)[7]
- 올해의 종목: 스페셜포스

### 스타크래프트 부문별 본상
- 최우수 테란: 이윤열(팬택)
- 최우수 프로토스: 김택용(MBC게임)
- 최우수 저그: 마재윤(CJ)
- 최우수 팀플레이 조합: 박성훈/이창훈(삼성전자)
- 최다승상: 마재윤(CJ)
- 최고승률상: 마재윤(CJ)
- 감독상: 하태기(MBC게임)
- 신인상: 이제동(르까프)

### 기타 부문별 본상
- 워크래프트3 최우수선수: 장재호
- 카운터스트라이크 최우수선수: Project_kr
- 카트라이더 최우수선수: 조현준
- 스페셜포스 최우수선수: KAISYS

### 특별상
경기 외적 부분에서의 e스포츠의 저변확대를 위한 공헌도를 고려, 경기 후 팬들을 더욱 열광시켰던 선수들의 세리머니를 비롯해 작년 한해 화제를 모았던 e스포츠 프로그램 등에 대한 시상을 대폭 신설했다.
- 최우수 프로그램:  MBC게임HERO의 결정적 장면
- 최우수 맵: 신백두대간
- 올해의 서포터즈: MBC게임HERO
- 올해의 페어플레이팀: 이스트로
- 기량발전상: 진영수(STX)[8]
- 명승부 Best3: 마재윤(CJ), 박용욱(SK텔레콤), 강민(KTF)
- 베스트 세리머니: 박지호(MBC게임)[9]
- 우정상: 조형근(현역 공군 일병.저그)[10]
- 베스트 게임상: 강민(프로토스)[11]

## 2007년 제3회
2008년 3월 19일(수) 저녁 7시 30분부터 서울 광진구 광장동에 위치한 멜론 AX홀에서 ‘2007 대한민국 e스포츠대상’이 개최됐다.

### 대상
- 올해의 종목: 스페셜포스(드래곤플라이)[13]
- 올해의 프로게임단): 르까프 오즈[13]
- 올해의 선수: 이제동(르까프)[13]

### 국산종목 부문별
- 카트라이더 부문 최우수 선수: 문호준(온게임)[14]
- 스페셜포스 부문 최우수 팀: ITBanK OP[14]
- 서든어택 부문 최우수 팀: Let’sBe[14]
- 프리스타일 부문 최우수 팀: Born[14]
- 피파온라인 부문 최우수 선수: 김정민(미라클타임)[14]

### 국제종목 부문별
- 워크래프트3 부문 최우수 선수: 장재호(MYM)[15]
- 카운터스트라이크 부문 최우수 팀: 이스트로[15]

### 스타크래프트 부문별
- 신인상: 이영호(KTF, 테란)[16]
- 최우수 감독: 조정웅(르까프)[16]
- 테란 부문 최우수 선수: 이영호(KTF, 테란)[16]
- 저그 부문 최우수 선수: 이제동(르까프)[16]
- 프로토스 부문 최우수 선수: 송병구(삼성전자)[16]
- 최다승: 송병구(삼성전자) 78승[16]
- 최고승률: 이제동(르까프) 69%[16]
- 최우수 팀플레이 조합: 김광섭/원종서(온게임넷)[16]

### 특별상
- 스타크래프트 명승부 베스트3[17]
  - 김택용(SK텔레콤) 곰TV MSL 시즌3 16강 4회차 3경기 vs진영수
  - 김택용(SK텔레콤) EVER 스타리그 8강 2회차 vs마재윤
  - 마재윤(CJ) 신한은행 프로리그 2007 후기리그 준PO 7세트 vs박명수
- 페어플레이팀: 공군 에이스[17]
- 베스트 세리머니: 이성은(삼성전자)[17]
- 기량발전상: 박성균(위메이드)[17]
- 우정상: 이병민(이스트로)[17]
- 올해의 서포터즈: 르까프 오즈[17]
- 최우수 프로그램: 스타 뒷담화(온게임넷)[17]
- 최우수 맵(신설): 블루스톰[17]
- 공로상: 신한은행[17]

## 2009년 제4회
2009년 12월 9일(수) 18시 30분부터 서울 광진구광장동 멜론AX홀에서 한국e스포츠협회 창립 10주년 기념식 및 제4회 대한민국 e스포츠대상이 개최됐다.
2008년 4월부터 2009년 11월 12일(목)까지 치러진 모든 공식/공인 대회 성적을 바탕으로, 온라인 팬 투표를 통한 일반 팬들의 의견과 기자단 투표 결과를 합산하여 최종 수상자가 결정되었다.

### 대상
- 올해의 종목상: 스페셜포스
- 올해의 프로게임단상: SK텔레콤 T1
- 올해의 선수상: 이제동

### 공인종목 부문별 본상
- 서든어택 최우수 팀 : E.S.U
- 피파온라인2 최우수 선수 : 김관형
- 슬러거 최우수 선수 : 서승덕
- 워크래프트3 최우수 선수 : 박준
- 카운터스트라이크 최우수 팀 : 위메이드 폭스

### 프로 종목 부문별 본상

#### 스타크래프트 부문별
- 신인상 : 김정우
- 프로토스 최우수 선수상 : 김택용
- 테란 최우수 선수상 : 이영호
- 저그 최우수 선수상 : 이제동
- 지도자상: 박용운

#### 스페셜포스 부문별
- 최우수 저격수 : 김지훈
- 최우수 돌격수 : 이호우
- 지도자상: 김현진

### 특별상
- 공로상 : 공군 ACE 고봉홍단장, 유두현 전 심판장
- 우수지자체상 : 경상북도 안동시
- 최우수 프로그램상 : ENG (MBC게임)
- 우수 공인 종목 : 아발론온라인
- 스타크래프트 최우수맵상 : 데스티네이션
- 우정상 : 박정석

## 2010년 제5회
2010년 12월 22일 수요일 개최하였다.

### 대상
- 올해의 종목상: 서든어택
- 올해의 선수상: 이영호

### 공인종목 부문 본상
- 서든어택 최우수 팀상 : KSP-gaming
- FIFA온라인2 최우수 선수상 : 성제경
- 슬러거 최우수 선수상 : 김성
- 카트라이더 최우수 선수상 : 문호준
- 철권 최우수 팀상 : Ressurection
- 던전앤파이터 최우수 팀상 : 악마군단
- 아발론온라인 최우수 팀상 : 쌈닭
- 최우수 국제활동 선수상 : 박준
- 최우수 국제대회 활성화 종목상 : FIFA온라인2

### 프로종목 부문별 본상

#### 스타크래프트 부문
- 신인상 : 장윤철
- 프로토스 최우수 선수상 : 김구현
- 테란 최우수 선수상 : 이영호
- 저그 최우수 선수상 : 이제동
- 지도자상 : 이지훈

#### 스페셜포스 부문
- 저격 최우수 선수상 : 김지훈
- 돌격 최우수 선수상 : 최원석
- 지도자상 : 조규백

#### 통합부문
- 올해의 프로게임단상: KT Rolster

### 10대 스타상
- RTS 부문: 김택용 (스타크래프트), 이제동 (스타크래프트), 박준 (워크래프트3)
- FPS 부문: 김동호 (스페셜포스), 강민호 (서든어택), 강근철 (카운터스트라이크), 고영명 (A.V.A)
- 스포츠: 성제경 (피파온라인2)
- 액션-캐주얼-레이싱: 문호준 (카트라이더), 배재민 (철권)

### 특별상
- 공로상 : 드래곤플라이
- 우수지자체상 : 제주특별자치도
- 최우수 프로그램상 : 신애와 밤샐기세.scx (온게임넷)
- 우수 공인 종목 리그상 : 서든어택슈퍼리그 (온게임넷)
- 스타크래프트 최우수맵상 : 투혼
- 우정상: 홍진호

## 2011년 제6회
2011년 12월 28일 수요일 KeSPA가 주관하고 네이트가 온라인 생중계하였다.

### 공인종목 부문 본상
- 철권 최우수 팀상: why works
- 겟엠프드 최우수 팀상: 팀플레이
- 카트라이더 신인상: 노진철
- 카트라이더 최우수 선수상: 문호준
- A.V.A 최우수 팀상: Astrick
- 슬러거 최우수 선수상: 전병현
- FIFA온라인2 신인상: 전서현
- FIFA온라인2 최우수 선수상: 정주영
- 최우수 국제활동 선수상: 박준
- 최우수 국제활동 종목상: FIFA온라인2
- 우수 신규종목상: 스페셜포스2

### 프로종목 부문 본상

#### 스타크래프트 부문
- 신인상: 정윤종
- 프로토스 최우수 선수상: 김택용
- 테란 최우수 선수상: 이영호
- 저그 최우수 선수상: 신동원
- 지도자상: 이지훈

#### 스페셜포스 부문
- 저격 최우수 선수상: 김찬수
- 돌격 최우수 선수상: 김동호
- 지도자상: 조규백

#### 통합 부문
- 올해의 프로게임단상: KT Rolster

### QSENN 10대 스타상
- RTS 부문: 김택용(스타크래프트), 이제동(스타크래프트), 장재호(워크래프트3)
- FPS 부문: 류제홍(스페셜포스), 김지훈(스페셜포스), 김동호(스페셜포스), 김승주(A.v.A)
- 스포츠: 정주영(피파온라인2)
- 액션-캐주얼-레이싱: 문호준(카트라이더), 이지형(철권)

### SK Telecom 대상
- SK Telecom 올해의 종목상: 카트라이더
- SK Telecom 올해의 선수상: 이영호

### 특별상
- 공로상: 조현민 상무(대한항공)
- 우수지자체상: 부산광역시
- 최우수 프로그램상: 양민이 뿔났다(온게임넷)
- 우수 공인 종목 리그상: 카트라이더리그(온게임넷)
- 스타크래프트 최우수맵상: 써킷브레이커
- 우정상: 이재호

## 2012년 제7회
2013년 2월 28일 목요일 19시, KeSPA가 주관하고 서울 상암동 월드컵경기장 리셉션홀에서 개최한 것을 온게임넷이 녹화중계하였다.

### 공인 종목 부문 본상
- 철권 최우수 선수상: 김현진(나진E-mFire)
- 겟앰프드 최우수 팀상: 독도는 우리땅(김영건, 우정훈)
- 카트라이더 최우수 선수상: 문호준(StarTale)
- 카운터스트라이크온라인 최우수 팀상: StarTale(편선호, 박민석, 박진희, 정범기, 정상명)
- A.V.A 최우수 팀상: ClanHeat(이승호, 나태훈, 오진석, 김경민, 최민준)
- 슬러거 최우수 선수상: 신정훈
- 스페셜포스 최우수 팀상: Scammer(조원우, 김동호, 도민수, 윤중후, 정수익)
- 최우수 국제활동 선수상: 김현진(나진E-mFire)
- 최우수 국제대회 활성화 종목상: A.V.A(네오위즈게임즈)

### 프로 종목 부문 본상

#### 스타크래프트 브루드워 부문
- 프로토스 최우수 선수상 : 허영무 (삼성전자 KHAN)
- 테란 최우수 선수상 : 이영호 (KT Rolster)
- 저그 최우수 선수상 : 김명운 (웅진 Stars)
- 최우수 프로게임단상 : CJ ENTUS

#### 스페셜포스2 부문
- 저격 최우수 선수상 : 심영훈 (前 SK텔레콤 T1)
- 돌격 최우수 선수상 : 김민수 (前 CJ ENTUS)
- 최우수 프로게임단상 : STX SOUL

#### 리그오브레전드 부문
- 탑 최우수 선수상: 박상면(CJENTUS Frost)
- 미드 최우수 선수상: 정민성(CJENTUS Frost)
- 정글 최우수 선수상: 이현우(CJENTUS Frost)
- AD 최우수 선수상: 강형우(CJENTUS Blaze)
- 서포터 최우수 선수상: 홍민기(CJENTUS Frost)
- 최우수 프로게임단상: CJ ENTUS Frost

#### 스타크래프트2 부문
- 프로토스 최우수 선수상 : 원이삭 (SK텔레콤 T1)
- 테란 최우수 선수상 : 정종현 (LG-IM)
- 저그 최우수 선수상 : 이승현 (StarTale)
- 최우수 프로게임단상 : CJ ENTUS

### 특별상
- 우정상: 故 우정호(KT Rolster)
- 특별상: 박완규
- 최우수 프로그램상: LOL Night Show - 나는 캐리다 (온게임넷)
- 최우수 지자체상: 경상북도 안동시
- 최우수 공인 종목상: 리그 오브 레전드(라이엇 게임즈 코리아)
- 공로상: 서진우 SK플래닛 사장

## 2013년 제8회
2014년 2월 7일(금) 오후 8시, 서울 건국대학교 새천년관 대공연장에서 문화체육관광부가 후원하는 '2013 대한민국 e스포츠 대상 (2013 Korea e-Sports Awards)'을 개최했다. 2012년 12월부터 2013년 12월까지 종료된 국내외 공인대회, 비공인대회, 국제대회 실적을 바탕으로 각 부문의 후보자를 선정, 전문가 투표와 팬투표를 거쳐 총 17개 부문에 걸친 시상식은 1부(진행: 문화체육관광부 조현재 제1차관), 축하공연, 2부 순으로 진행하였다.

### 공인 종목 부문별 본상
- 올해의 대상: SK텔레콤 T1 K’팀(‘리그 오브 레전드’)
- 아마추어 최우수 선수상: 박태원(도타 2)

### 프로 종목 부문별 본상

#### 스타크래프트 2 부문별
- 프로토스 부문 최우수 선수상: 김유진(진에어 그린윙스)
- 테란 부문 최우수 선수상: 조성주(진에어 그린윙스),
- 저그 부문 최우수 선수상: 김민철(SK텔레콤 T1)
- 최우수팀상: 웅진스타즈 이재균 감독

#### 리그 오브 레전드 부문별
- '리그 오브 레전드'(LOL 정글-미드-AD-서포터) 최우수 선수상[23]
  - ‘LoL 탑 최우수 선수상’: ‘플레임’ 이호종 선수(CJ 엔투스 블레이즈)
  - ‘LoL 정글 최우수 선수상’: ‘벵기’ 배성웅 선수(SK텔레콤 T1 K)‘
  - 'LoL 미드 최우수 선수상’: ‘페이커’ 이상혁 선수(SK텔레콤 T1 K)
  - ‘LoL 원딜(AD) 최우수 선수상’: ‘피글렛’ 채광진 선수(SK텔레콤 T1 K)
  - ‘LoL 서포터 최우수 선수상’: ‘푸만두’ 이정현 선수(SK텔레콤 T1 K)
- '리그 오브 레전드' 최우수팀상: SK텔레콤 T1 K

### 특별상
- 최우수 공인 종목상: 도타 2, 피파 온라인 3(넥슨 코리아)
- 공로상 : 이형희 부사장(SK텔레콤/현 SK브로드밴드 대표이사 사장)
- e스포츠 방송상 : 정소림
- 인기상: ‘클라우드템플러’ 이현우 위원
- 심사위원단이 선정한 우정상: 한국을 대표하는 프로게이머로 <워크래프트 3> 종목에서 10여년간 맹활약한 장재호

## 2015년 제9회
2015 대한민국 e스포츠 대상 - 
■ 특별상
- 공로상 : 넥슨
- 특별상 : 스베누
- 올해의 우수 해외활동상 : MVP 피닉스 (도타 2), 이선우 (스트리트 파이터 4, Team Razer), 포인트블랭크
■ 본상
- 최우수 e스포츠 지자체상 : 경기 콘텐츠 진흥원
- 리그 오브 레전드 최우수 선수상 : 이상혁 (SKT Faker)
- 스타크래프트 II 최우수 선수상 : 김유진 (JIN AIR sOs / Protoss)
- 서든어택 최우수 선수상 : 이원상 (Xenics Storm)
- 하스스톤 최우수 선수상 : 백학준 (Kranich)
- FIFA 온라인 3 최우수 선수상 : 장동훈
- 리그 오브 레전드 최우수 지도자상 : 최병훈 감독 (SK텔레콤 T1)
- 스타크래프트 II 최우수 지도자상 : 최연성 감독 (SK텔레콤 T1)
- 최우수 e스포츠 팀상 : SK텔레콤 T1 (LoL)
- 최우수 e스포츠 종목상 : 리그 오브 레전드 (라이엇 게임즈)
■ 인기상
- 리그 오브 레전드 인기상 : 이상혁 (SKT Faker), 장경환 (SKT MaRin), 배성웅 (SKT Bengi), 배준식 (SKT Bang), 이재완 (SKT Wolf)
- 스타크래프트 II 인기상 : 이신형 (SKT INnoVation), 김유진 (JIN AIR sOs), 이승현 (KT Life / Zerg)
■ 대상
- 올해의 e스포츠 대상 : 이상혁 (SKT Faker)

## 2016년 제10회
10회를 마지막으로 폐지되었다. 18년도부터 e스포츠 명예의 전당 헌액식을 하는 방향으로 바뀌게 되었다.
2016 대한민국 e스포츠 대상 - 수상자 명단
■ 특별상
- 공로상 : 아디다스 코리아 (문화체육관광부 장관 표창)
- 올해의 우수 해외활동상 : MVP 피닉스 (팀), 이선우 (선수), 크로스파이어 (종목)
- 특별상 : 프로리그 2016시즌 참가 7개팀 감독, 인텔 코리아
■ 본상
- 서든어택 최우수 선수상 : 김성태 (Xenics Storm)
- 카트라이더 최우수 선수상 : 유영혁
- FIFA 온라인 3 최우수 선수상 : 김정민 (성남FC)
- 히어로즈 오브 더 스톰 최우수 팀상 : MVP Black
- 하스스톤 최우수 선수상 : 강일묵 (handsomeguy)
- 스타크래프트 II 최우수 선수상 : 변현우 (Team Expert ByuN)
- 리그 오브 레전드 최우수 선수상 : 이상혁 (SKT Faker)
- 스타크래프트 II 최우수 지도자상 : 차지훈 감독 (진에어 그린윙스)
- 리그 오브 레전드 최우수 지도자상 : 최병훈 감독 (SK텔레콤 T1)
- 올해의 e스포츠 팀상 : SK텔레콤 T1 (LoL)
- 올해의 e스포츠 종목상 : 리그 오브 레전드 (라이엇 게임즈)
- 올해의 e스포츠 지자체상 : 경기 콘텐츠 진흥원
■ 인기상
- 리그 오브 레전드 인기상 : 이상혁 (SKT Faker), 배성웅 (SKT Bengi), 배준식 (SKT Bang), 이재완 (SKT Wolf), 송경호 (ROX Smeb)
- 스타크래프트 II 인기상 : 전태양 (KT TY), 박령우 (SKT Dark), 변현우 (Team Expert ByuN)
■ 대상
- 올해의 e스포츠 대상 : 이상혁 (SKT Faker)